# Ataque em Cabul em maio de 2017
O Ataque em Cabul em maio de 2017 ocorreu no dia 31 de maio, quando um caminhão-bomba explodiu em uma área de alta segurança, perto do Palácio Presidencial, de várias embaixadas e edifícios do governo, deixando ao menos 90 mortos e 460 feridos. A agência de inteligência do Afeganistão alegou que a explosão foi planejada pela Rede Haqqani com a ajuda do ISI do Paquistão. Embora nenhum grupo tenha reivindicado a responsabilidade, o Talibã é o principal suspeito, mas negaram o envolvimento e condenaram o ataque.

## Contexto
Cabul é ocupada pelo governo afegão apoiado pela OTAN, embora tanto o Talibã como o Estado islâmico tenham sido capazes de lançar ataques destrutivos sobre a capital nos meses precedentes.
Referindo-se ao conflito mais amplo, em abril, os talibãs anunciaram uma nova ofensiva, dizendo que seu principal foco seria as forças estrangeiras. Os Estados Unidos estão considerando enviar tropas adicionais para o Afeganistão para ajudar a estabilizar o país.
Em 30 de maio de 2017, Haji Farid, parente próximo de Gulbuddin Hekmatyar, foi assassinado em Peshawar, no Paquistão, por homens armados desconhecidos. O Talibã negou o envolvimento no assassinato. Hekmatyar e seus seguidores estão contra a presença de estrangeiros no Afeganistão.

## Ataque
Um homem-bomba conduziu caminhão limpa-fossa que foi preenchido com 1 500 kg de explosivos e depois os detonou. A explosão ocorreu às 8:25, hora local durante a hora do pico, em uma das áreas mais movimentadas da cidade de Cabul, perto da Praça Zanbaq e da embaixada alemã. Além das embaixadas da Bulgária,França, Índia, Japão, Turquia e Emirados Árabes Unidos, bem como a sede da OTAN, sofreram sérios danos. Mais de 50 veículos foram destruídos ou danificados. A maioria das vítimas eram civis.
A explosão criou uma cratera com cerca de sete metros de profundidade.

## Reação

### País
O presidente do Afeganistão, Ashraf Ghani, condenou "fortemente o ataque e o classificou como covarde, por ter sido feito no mês sagrado do Ramadã mirando civis inocentes em seu cotidiano".
Após esse atentado, sendo considerado um dos piores que já aconteceram no país, várias pessoas foram às ruas nessa sexta feira (2) protestar contra o governo afegão, que tem sido incapaz de deter vários ataques que ocasionaram centenas de vítimas nos últimos meses. Eles pediam a renúncia do governo do presidente Ashraf Ghani. Á medida que o protesto ia ficando mais tenso e manifestantes iam entrando em confronto com a tropa de choque, a tropa de choque respondia com gás lacrimogêneo e canhões d'água para impedir que os manifestantes tivessem acesso a rua que leva ao palácio presidencial. A manifestação ocasionou a morte de 4 pessoas e várias ficaram feridas, segundo uma Autoridade de um Hospital de Emergência da cidade.

### Internacional
O ministro alemao Sigmar Gabriel descreveu o ataque como "desprezível".
O primeiro-ministro da Índia, Narendra Modi, condenou o ataque escrevendo pelo Twitter. "Nossos pensamentos estão com as famílias dos falecidos e orações com os feridos".
A chancelaria do Paquistão também condenou o ataque. "Paquistão, sendo a vítima do terrorismo, entende a dor e a agonia que tais incidentes infligem  às pessoas e á sociedade."